# Samy
Samy ist ein männlicher Vorname.

## Herkunft und Bedeutung
Der Name ist eine Form von Sami.

## Namensträger
- Samy Deluxe (* 1977), deutscher Rapper
- Samy Molcho (* 1936), israelischer Pantomime
- Samy Naceri (* 1961), französischer Schauspieler und Produzent
- Samy Pavel (* 1944), ägyptisch-belgischer Film- und Theaterschauspieler
- Samy Picard (* 1988), luxemburgischer Basketballspieler
- Samy Shoker (* 1987), ägyptischer Schachspieler

- Ama Samy (* 1936), indischer Priester und Zen-Meister
- Daniel Samy (* 1943), französischer Radrennfahrer